# Coletivos São Cristóvão
A Coletivos São Cristóvão é uma empresa brasileira de transporte coletivo urbano de Salvador, Bahia.

## História
A história da Coletivos São Cristóvão tem início em 1980, quando o proprietário da empresa, que na época era sócio da Companhia São Geraldo de Viação, adquire a São Cristóvão de Belo Horizonte / MG. Era uma empresa de 9 veículos que fazia a Linha IAPI x Centro. Algum tempo depois, foi incorporada a Viação Alterosa e a frota foi ampliada para 21 veículos. Em 1984 a São Cristóvão participou da licitação do sistema de transporte coletivo de Garanhuns / PE onde foi uma das empresas vencedoras e passou a operar na cidade com 17 veículos; em 2004 a empresa adquiriu a Bragatur ltda e passou a operar com 28 veículos.
A Coletivos São Cristóvão também já teve atuação em São Luiz do Maranhão através da TCM (Transportes Coletivos Maranhense) e em Itabuna BA. A filial de Itabuna foi vendida em 1999 e mudou a razão social para Viação Itabuna.
Em Salvador, a Coletivos São Cristóvão iniciou suas operações no ano de 1999 após a compra da antiga Viação Fonte Nova. Em 2002, existiu uma cisão que deu origem a Modelo Transporte Urbano. A garagem da empresa localiza-se na Estrada Velha de Campinas, em Campinas de Pirajá. A empresa trabalha em 37 linhas na cidade de Salvador. A empresa tem também uma filial em Garanhuns / PE.
Em 2015, a empresa passa a fazer parte da concessionária Ótima Transportes Salvador (OT Trans), concessionária do sistema Integra, e se junta às empresas Expresso Vitória, RD Turismo Transportes Rodoviários, Modelo, Transol, Triunfo Transportes, União e Unibus Bahia, tendo sua frota completamente caracterizada com a pintura do sistema.

## Frota
Em 2013, a frota da empresa, somada a da Modelo, era de quase 250 veículos.

## Fonte
- SANTOS, Jaciara. De cá pra lá em Salvador. Salvador: SETEPS, 2011.